# Верёвкин-Рахальский, Владимир Николаевич
Владимир Николаевич Верёвкин-Рахальский (18 октября 1925, Краснодар — 16 января 2005, Москва) — советский военачальник, генерал-полковник, в 1982—1991 годах — заместитель начальника штаба Объединённых Вооружённых Сил Варшавского договора, с 1995 по 2005 год — заместитель и первый заместитель председателя Российского комитета ветеранов войны и военной службы. Был вице-президентом Международной организации борцов Сопротивления, членом Общественной Палаты Российской Федерации. Генерал в 5-м поколении.

## Биография
Родился 18 октября 1925 года в городе Краснодаре в семье военного. Отец, Николай Андреевич Верёвкин-Рахальский (1893—1984), был активным участником гражданской войны, в годы детства Владимира командовал 74-й Таманской стрелковой дивизией. В 1932 году вместе с семьёй переехал в Москву, получив направление в Военную академию имени М. В. Фрунзе, а в 1937 году был назначен начальником академии.
В начале Великой Отечественной войны Владимир вступил в добровольную бригаду по борьбе с зажигательными бомбами. Забирался на крыши и сбрасывал бомбы, помогая таким образом частям ПВО.
В июне 1942 года поступил в Ташкентское военно-пехотное училище, из которого был выпущен в декабре того же года. В звании лейтенанта был направлен в состав Черноморской группы войск Закавказского фронта и назначен командиром взвода. В составе 180-го стрелкового полка участвовал в оборонительных боях под Новороссийском. В одном из боёв, когда командир выбыл из строя, принял командование ротой на себя.
В 1943 году был переброшен на Северо-Кавказский фронт. Там, будучи заместителем командира роты, участвовал в освобождении Кубани, потом в направлении станицы Крымской. В одном из боёв, готовясь к атаке, был ранен осколком мины в ногу. Лечился в госпитале на побережье Чёрного моря.
После выздоровления был направлен в штаб 5-й Ударной Армии и назначен офицером связи оперативного отдела. В этом качестве прошёл бои при освобождении Донбасса, Николаева, Одессы. В мае 1944 года, находясь на НП штаба армии (в тот момент приехал командующий 3-м Украинским фронтом Маршал Советского Союза Р. Я. Малиновский и обсуждал детали предстоящей операции), был контужен и сразу госпитализирован в госпиталь в Николаевск.
Вернувшись в строй, капитан Верёвкин-Рахальский попал на Ленинградский фронт. Его направили в 192-й полк 63-й гвардейской стрелковой дивизии. Командир полка, а позднее командир дивизии полковник А. Г. Афанасьев назначил его заместителем командира батальона. В этом качестве участвовал в освобождении Нарвы и всей Эстонии, Латвии, в последние месяцы войны участвовал в ликвидации немецкой группировки в Курляндии.
Оставшись в армии после окончания войны, был направлен в Ленинградское военно-политическое училище им. Ф. Энгельса, где командовал курсантской ротой. Отсюда поступил в Военную академию имени М. В. Фрунзе, а после её окончания служил в Приволжском военном округе. Был командиром стрелкового батальона, учебного танкового полка. Имея в полку 2-й класс по вождению танка, Верёвкин-Рахальский впервые в сухопутных войсках начал отрабатывать стрельбу из танка с закрытых позиций.
Позднее служил в Группе советских войск в Германии, где командовал 207-й мотострелковой дивизией. В 1967 году дивизия награждена переходящим призом главкома ГСВГ. После службы в Германии генерал-майор Верёвкин-Рахальский поступил в Военную академию Генерального штаба, которую окончил с золотой медалью в 1972 году.
В июле 1971 года был назначен начальником штаба 13-й армии Прикарпатского военного округа. Проявив хорошую организованность при проведении крупных общевойсковых учений, в марте 1974 года получил должность начальника штаба — первого заместителя командующего войсками Приволжского военного округа. Позднее был начальником штаба Южной группы войск. В 1979 году переведён на аналогичную должность в один из крупнейших по территории и численности войск округов — Забайкальский военный округ, где в 1980 году ему было присвоено звание генерал-полковника.
В 1983 году назначен первым заместителем начальника штаба объединённых Вооружённых Сил государств — участников Варшавского договора. В 1991 году вышел в отставку в звании генерал-полковника.
Находясь на пенсии, занимался общественной деятельностью. С 1995 года был заместителем, а с 1999 по 2005 год — первым заместителем Российского комитета ветеранов войны и военной службы. С 2001 года возглавлял группу по патриотическому воспитанию оргкомитета «Победа».
Был вице-президентом Международной организации Борцов сопротивления, членом Общественной Палаты Российской Федерации.
Скончался в январе 2005 года в Москве. Похоронен в Москве, на Троекуровском кладбище, участок 5.
Сын — Сергей (род. 26 апреля 1948) — генерал-лейтенант, деятель спецслужб России.

## Награды
- Орден Почёта
- Орден Дружбы
- Орден Отечественной войны I степени
- Орден Отечественной войны II степени
- Два ордена Красной Звезды
- Орден «За службу Родине в Вооружённых Силах СССР» II степени
- Орден «За службу Родине в Вооружённых Силах СССР» III степени
- Медаль Жукова
- Медаль «За боевые заслуги»
- Медаль «В ознаменование 100-летия со дня рождения Владимира Ильича Ленина»
- Медаль «За отличие в охране государственной границы СССР»
- Медаль «За оборону Кавказа»
- Медаль «За победу над Германией в Великой Отечественной войне 1941—1945 гг.»
- Медаль «20 лет Победы в Великой Отечественной войне 1941—1945 гг.»
- Медаль «30 лет Победы в Великой Отечественной войне 1941—1945 гг.»
- Медаль «40 лет Победы в Великой Отечественной войне 1941—1945 гг.»
- Медаль «50 лет Победы в Великой Отечественной войне 1941—1945 гг.»
- Медаль «60 лет Победы в Великой Отечественной войне 1941—1945 гг.»
- Медаль «В память 850-летия Москвы»
- Медаль «Ветеран Вооружённых Сил СССР»
- Медаль «За укрепление боевого содружества» (СССР)
- Медаль «За освоение целинных земель»
- Медаль «30 лет Советской Армии и Флота»
- Медаль «40 лет Вооружённых Сил СССР»
- Медаль «50 лет Вооружённых Сил СССР»
- Медаль «60 лет Вооружённых Сил СССР»
- Медаль «70 лет Вооружённых Сил СССР»
- Медаль «За безупречную службу» I степени
- Медаль «За безупречную службу» II степени

Иностранные награды:
- Медаль «За укрепление дружбы по оружию» Золотая степень (ЧССР)
- Орден Красного Знамени (Монголия)
- Медаль «50 лет Монгольской Народной Армии» (Монголия)
- Орден «За заслуги» III степени (Украина, 2005)
- Юбилейная медаль «60 лет освобождения Молдовы от фашистской оккупации» (Молдавия, 20 августа 2004 года) — в знак глубокого уважения и признательности за героизм, мужество и самоотверженность, проявленные при освобождении Молдовы от фашистской оккупации[1]